# Хейн, Кариба
Кариба Сесилия Элиза Хейн (англ. Cariba Cecilie Elize Heine, род. 1 октября 1988, Йоханнесбург, Южно-Африканская Республика) — австралийская актриса кино и телевидения, танцовщица, фотомодель и фотограф. Наиболее известна по ролям Рикки Чедвик в телесериале «H2O: Просто добавь воды» и Бриджет Санчес в телесериале «Большая волна». Кариба присутствовала на награждениях Nickelodeon Choice Awards 2007 и DOLLY Teen Choice Awards 2008 в Австралии.

## Биография
Кариба Сесилия Элиза Хейн родилась в Йоханнесбурге, в семье Мишель (бывшая танцовщица) и Кевина Хейн. У неё есть старший брат Кайл (род. 1985). В 1991 году её семья переехала в Австралию, в город Канберра. Кариба начала профессионально заниматься танцами, также выступала в театре и занималась вокалом. Она принимала участие во многих театральных постановках. Стала самой молодой танцовщицей, участвовавшей в Stargazers Convention в Сиднее.
Вскоре она попала в австралийскую танцевальную программу «Strictly Dancing». Участие в проекте открыло Карибе дорогу в мир телевидения. Затем она попала в сериал «H2O: Просто добавь воды». Ради роли Рикки Чедвик она наняла личного тренера по плаванию.
В 2007 году Кариба получила маленькую эпизодическую роль в сериале «Глупый, глупый человек», а в 2008 году она сыграла Бриджет Санчес в третьем сезоне австралийского сериала «Большая волна». В 2009 году Кариба снялась в заглавной роли в телевизионном фильме «Дитя моды: Убийство Кэролайн Берн», в котором рассказывается о трагической жизни австралийской модели Кэролайн Берн.
В 2010 году Кариба вместе с Индианой Эванс, своей партнёршей по сериалу «H2O», снялась в короткометражном фильме «У татуировщика», а также сыграла роль Изабеллы в популярном австралийском сериале «Танцевальная академия». В дальнейшем Хейн снялась в мини-сериале «Тихий океан» (2010), где сыграла маленькую эпизодическую роль. Также Хейн вместе со своими знакомыми снялась в интернет-сериале «Машина будущего».
В 2011 году сыграла эпизодическую роль в телефильме «Братья по крови», который транслируется в Австралии. 24 ноября 2011 года вышел фильм «Цунами 3D», где Кариба исполнила роль Хизер.
Кариба Хейн не только снимается в фильмах и сериалах, а ещё рекламирует одежду, книги, снимается в рекламе, в клипах.

## Фильмография
| Год       |     | Русское название                  | Оригинальное название                           | Роль              |
| --------- | --- | --------------------------------- | ----------------------------------------------- | ----------------- |
| 2003      | кор | Баллистические сессии             | Ballistic Sessions                              | Аманда            |
| 2005      | ф   | Строго танцуя                     | Strictly Dancing                                | в роли самой себя |
| 2006—2010 | с   | H2O: Просто добавь воды           | H2O: Just Add Water                             | Рикки Чедвик      |
| 2007      | ф   | Глупый, глупый человек            | Stupid, Stupid Man                              | Минди             |
| 2008      | с   | Большая волна                     | Blue Water High                                 | Бриджет Санчес    |
| 2009      | с   | Тихий океан                       | The Pacific                                     | Филис             |
| 2009      | тф  | Дитя моды: Убийство Кэролайн Берн | A Model Daughter: The Killing of Caroline Byrne | Кэролайн Берн     |
| 2009      | ф   | У татуировщика                    | At The Tattooist                                | Aлекс             |
| 2010—2013 | с   | Танцевальная академия             | Dance Academy                                   | Изабель           |
| 2010—2013 | с   | Машина будущего                   | The Future Machine                              | Кэти Хилл         |
| 2011      | тф  | Братья по крови                   | Blood Brothers                                  | Элли Картер       |
| 2012      | ф   | Цунами 3D                         | Bait 3D                                         | Хизер             |
| 2012      | ф   | Как же так: Война Керри Пэкера    | Howzat! Kerry Packer's War Delvene              | Дилейни           |
| 2015      | с   | Свидетель                         | Hiding                                          | Харриет           |
| 2016      | с   | Секрет острова Мако               | Mako: Island of Secrets                         | Рикки Чедвик      |
| 2017      | с   | Последний кандидат                | Designated Survivor                             | Пейтон Лейн       |
| 2018      | с   | Дома и в пути                     | Home and Away                                   | Эбони Хардинг     |
| 2022      | с   | Секреты, которые она хранит       | The Secrets She Keeps                           | Грэйс             |

## Номинации и награды
| Год  | Премия                            | Номинация                                         | Номинированная работа                           | Результат |
| ---- | --------------------------------- | ------------------------------------------------- | ----------------------------------------------- | --------- |
| 2007 | Logie Awards                      | Most Outstanding Children’s Program               | H2O: Просто добавь воды                         | Номинация |
| 2008 | Logie Awards                      | Most Outstanding Children’s Program               | H2O: Просто добавь воды                         | Номинация |
| 2008 | AFI Award                         | Best Visual Effects                               | H2O: Просто добавь воды                         | Номинация |
| 2008 | AFI Award                         | Best Children’s Television Drama                  | H2O: Просто добавь воды                         | Номинация |
| 2010 | AFI Award                         | Most Outstanding Drama Series                     | A Model Daughter: The Killing of Caroline Byrne | Номинация |
| 2010 | AWGIE Awards                      | Children’s Television: C Classification           | Dance Academy                                   | Номинация |
| 2010 | AWGIE Awards                      | Children’s Television: C Classificatiom           | Dance Academy                                   | Номинация |
| 2010 | Australian Directors Guild Awards | Best Direction in a Television Children’s Program |                                                 | Победа    |
| 2011 | TV Week Logie Awards              | The most popular television drama                 | Danсе Academy                                   | Номинация |
| 2011 | TV Week Logie Awards              | MOST OUTSTANDING CHILDREN’S PROGRAM               | Dance Academy                                   | Победа    |